# Bhumika

Bhumika (hindi : भुमिका, ourdou : بھُمِکا, « le Rôle ») est un film indien de Shyam Benegal, sorti en 1977.

## Résumé
L'ascension vers la gloire et les vicissitudes de la vie d'une actrice de Bollywood, Usha.

## Distribution
- Smita Patil : Usha
- Anant Nag : Rajan
- Amol Palekar : Keshav Dalvi
- Amrish Puri : Vinayak Kale
- Naseeruddin Shah : Sunil Verma
- Kulbhushan Kharbanda : le producteur

## Récompenses
- Prix du meilleur film aux Filmfare Awards 1978
- Prix de la meilleure actrice pour Smita Patil aux Filmfare Award de la meilleure actrice
- Le film a été programmé au Festival international des cinémas d'Asie 2007